# 647 (szám)
A 647 (római számmal: DCXLVII) egy természetes szám, prímszám.

## A szám a matematikában
A tízes számrendszerbeli 647-es a kettes számrendszerben 1010000111, a nyolcas számrendszerben 1207, a tizenhatos számrendszerben 287 alakban írható fel.
A 647 páratlan szám, prímszám. Normálalakban a 6,47 · 102 szorzattal írható fel.
Pillai-prím.
A 647 négyzete 418 609, köbe 270 840 023, négyzetgyöke 25,43619, köbgyöke 8,64904, reciproka 0,0015456. A 647 egység sugarú kör kerülete 4065,22089 egység, területe 1 315 098,959 területegység; a 647 egység sugarú gömb térfogata 1 134 492 035,4 térfogategység.
A 647 helyen az Euler-függvény helyettesítési értéke 646, a Möbius-függvényé −1.